# 臺東市第四公有零售市場
22°45′47″N 121°08′51″E / 22.763170°N 121.147624°E
臺東市第四公有零售市場為坐落於臺灣臺東縣臺東市的傳統市場，因坐落位置鄰近臺東市開封街因此又稱為開封市場，由臺東市公所零售市場管理所負責管理及營運，曾為全臺第一座政府經營之黃昏市場。

## 沿革
臺東市第四公有零售市場原為臺東縣政府之公共造產，因故閒置多年後，於2001年臺東市公所為整頓市容，因此於市區開封街與寧波街十字路口創立臺東市第四公有零售市場，用以安置四維路臨時攤販集中區拆除後的傳統市場攤商，並於市場二樓設有公教人員福利品供應中心。
後續卻因公教人員福利品供應中心關閉撤除後，開封市場生意一落千丈，更有多達20多攤結束營業，形成近半數空攤的景象。因此臺東市公所乃邀集市民代表會與開封市場自治會等單位一同協商開封市場復甦規劃。
經協議後，市公所決議將開封市場轉型為黃昏市場，成為臺灣第一座公有黃昏市場。2007年4月開封市場轉型為黃昏市場，2008年6月13日下午正式開幕，營業時間為每日下午三時至晚間八時。主要客群鎖定下班後的公教族群。惟轉型為黃昏市場後經營成效仍舊不彰，短短一年又改回早市營運模式至今。2009年行政院經濟部辦理「傳統零售市場更新改善計畫」，臺東縣向經濟部分別爭取到第一期新臺幣82萬5千元及第二期38萬4千元針對開封市場進行建築與設備更新翻修作業。

## 圖集

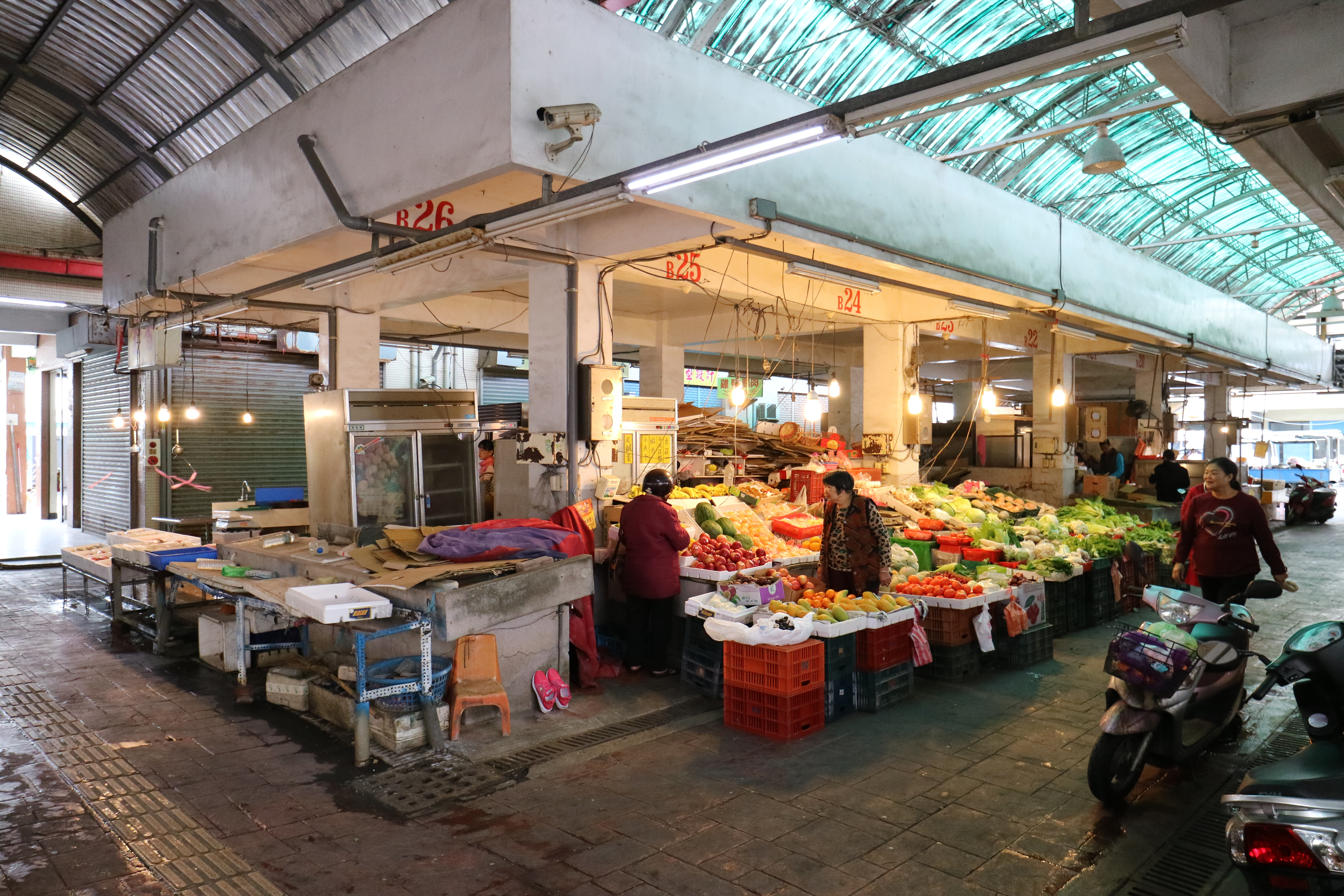
臺東市開封市場內側攤販區。
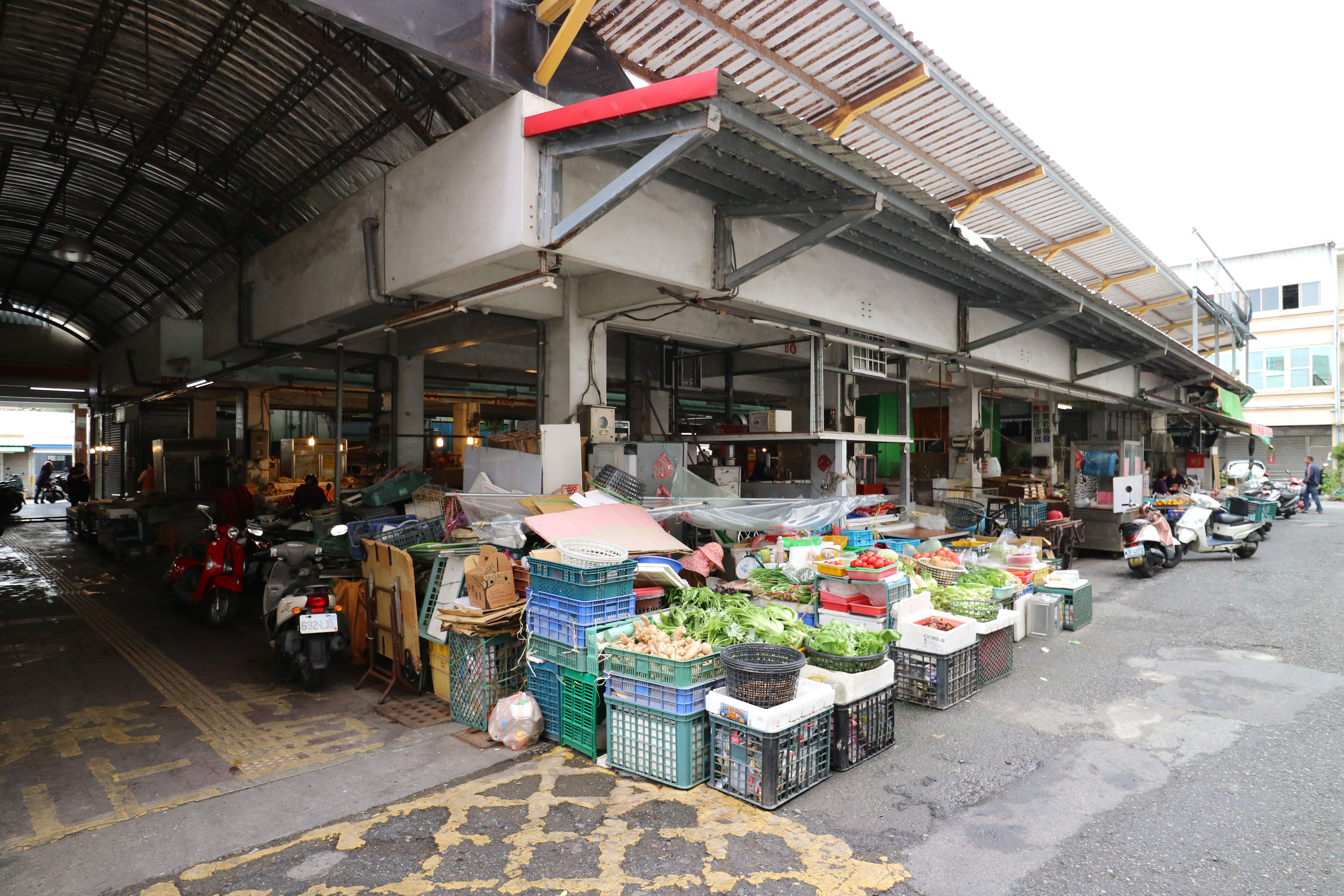
臺東市開封市場外側攤販區。
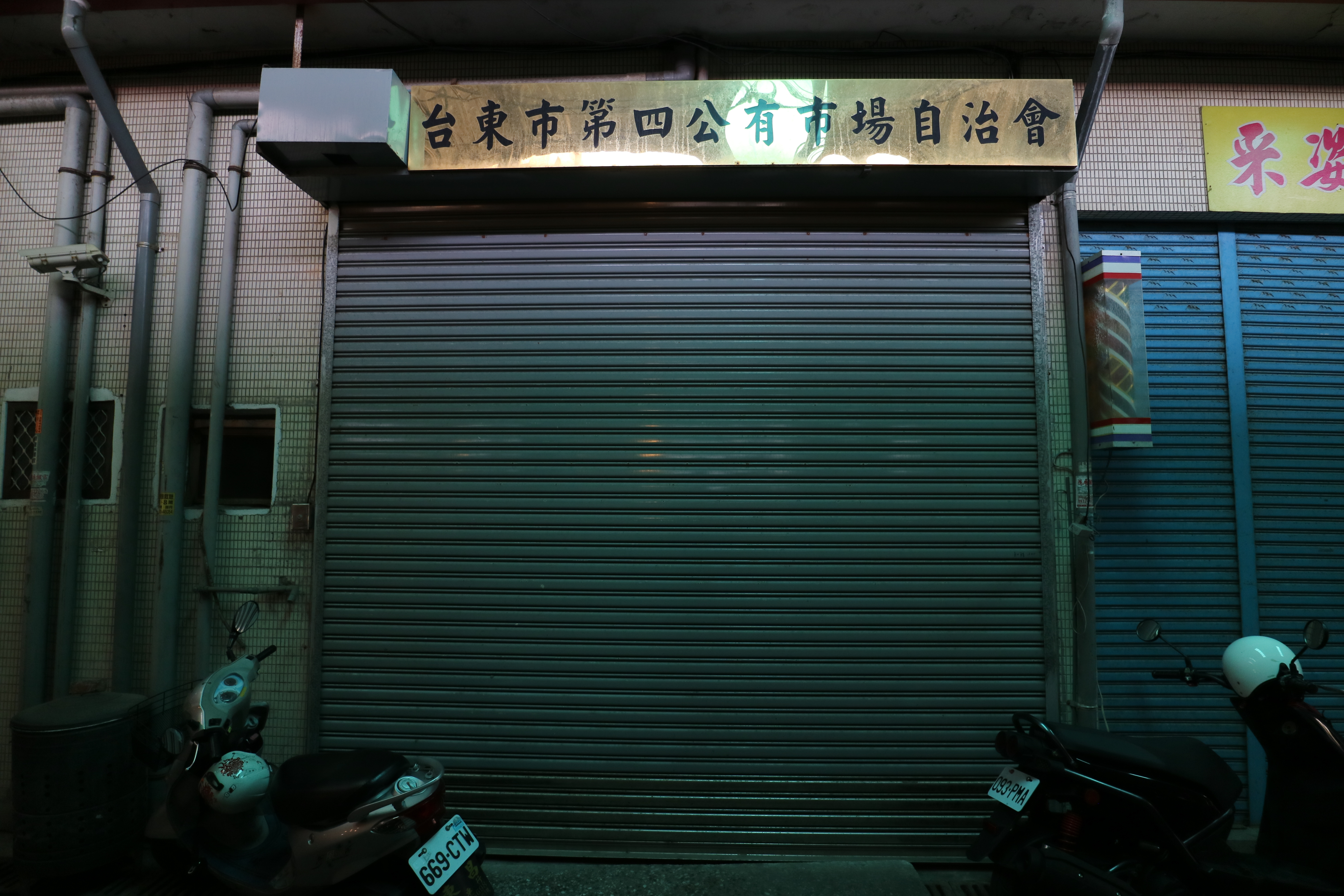
臺東市第四公有市場自治會。
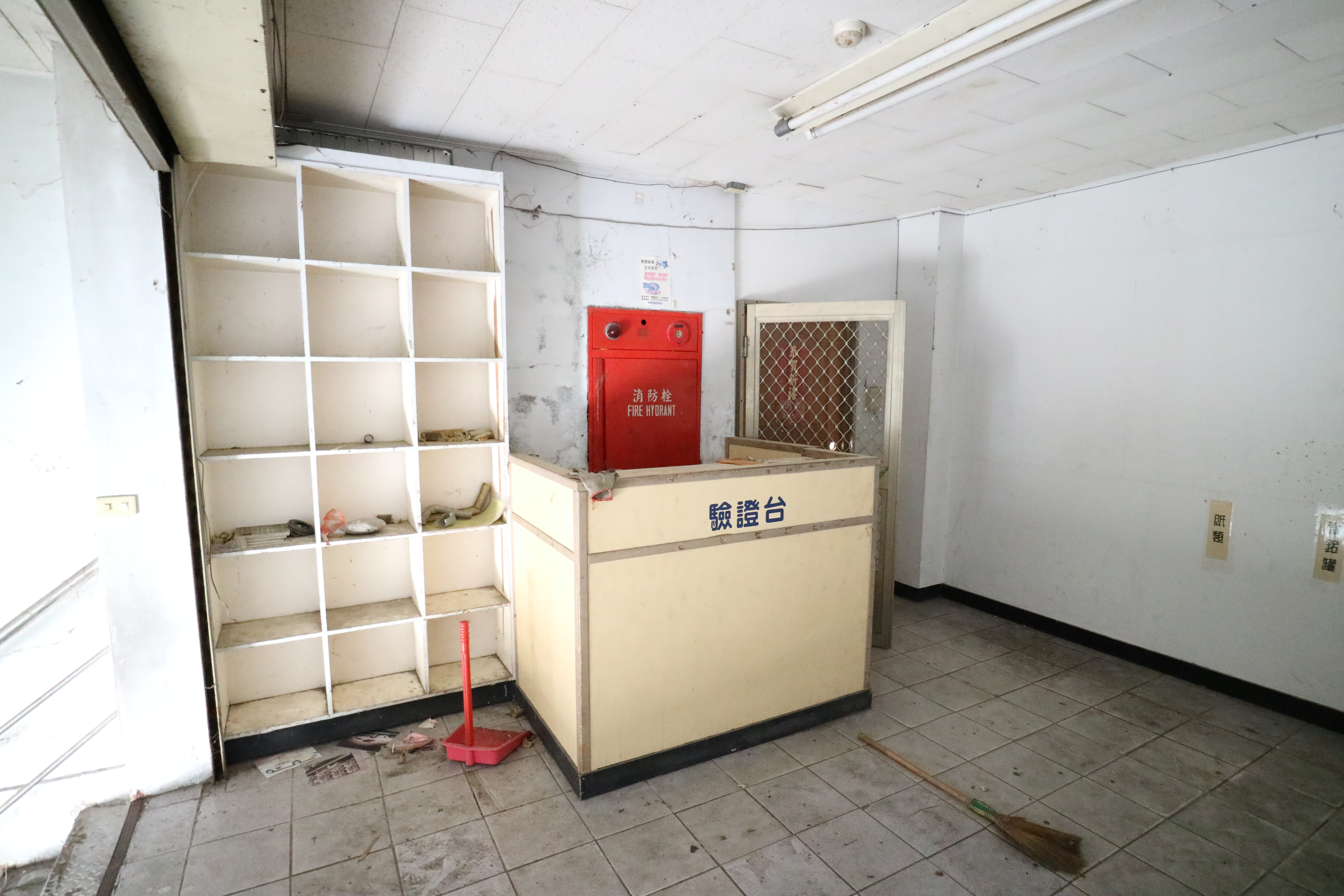
臺東市開封市場二樓原公教人員福利中心，現已關閉閒置。

## 交通

### 公車
- 普悠瑪客運
  - 市區觀光巡迴線臺東美術館站[5]。

## 鄰近機關
- 臺灣臺東地方檢察署
- 臺東美術館
- 臺東基督教醫院
- 臺東縣立寶桑國民小學

## 資料來源
1. ↑  . 臺東市公所. 2016-01-21  [2018-12-24]. （原始内容存档于2019-01-31） （中文（臺灣））.
2. ↑  . 臺東市公所.   [2018-12-24]. （原始内容存档于2018-03-24） （中文（臺灣））.
3. 1 2 3  . 更生日報. 2008-06-14  [2018-12-24]. （原始内容存档于2018-12-26） （中文（臺灣））.
4. ↑  經濟部中部辦公室. . 臺北市: 經濟部中部辦公室. 2011年: 頁152. ISBN 9789860268010.
5. ↑  . 普悠瑪客運.   [2018-12-24]. （原始内容存档于2018-12-26） （中文（臺灣））.